# Baldocchi
José Guilherme Baldocchi (Batatais, Brasil, 14 de marzo de 1946), más conocido como Baldocchi, es un exfutbolista brasileño que jugaba como defensa.

## Selección nacional
Fue internacional con la selección de fútbol de Brasil en una ocasión. Formó parte de la selección campeona del mundo en 1970, pese a no haber jugado ningún partido durante el torneo.

### Participaciones en Copas del Mundo
| Mundial                        | Sede   | Resultado | Partidos | Goles |
| ------------------------------ | ------ | --------- | -------- | ----- |
| Copa Mundial de Fútbol de 1970 | México | Campeón   | 0        | 0     |

## Clubes
| Club        | País   | Año       |
| ----------- | ------ | --------- |
| Batatais    | Brasil | 1964      |
| Botafogo    | Brasil | 1964-1966 |
| Palmeiras   | Brasil | 1967-1971 |
| Corinthians | Brasil | 1971-1974 |
| Fortaleza   | Brasil | 1974-1976 |

## Palmarés

### Campeonatos regionales
| Título               | Club     | País   | Año  |
| -------------------- | -------- | ------ | ---- |
| Torneo Río-São Paulo | Botafogo | Brasil | 1964 |
| Torneo Río-São Paulo | Botafogo | Brasil | 1966 |

### Campeonatos nacionales
| Título                       | Club      | País   | Año  |
| ---------------------------- | --------- | ------ | ---- |
| Torneo Roberto Gomes Pedrosa | Palmeiras | Brasil | 1967 |
| Taça Brasil                  | Palmeiras | Brasil | 1967 |
| Torneo Roberto Gomes Pedrosa | Palmeiras | Brasil | 1969 |

### Copas internacionales
| Título                 | Selección | Sede   | Año  |
| ---------------------- | --------- | ------ | ---- |
| Copa Mundial de Fútbol | Brasil    | México | 1970 |